# Flåvær
Flåvær  est un groupe d'îlots et de récifs du Herøyfjord (en), en mer de Norvège, dans la commune de Herøy, du comté de Møre og Romsdal. Les îles sont situées au nord de l'île de Gurskøya et au sud-ouest de la ville de Fosnavåg. Il comprend les îlots Flåvær, Husholmen, Torvholmen et Vardholmen (avec le phare de Flåvær).

## Historique

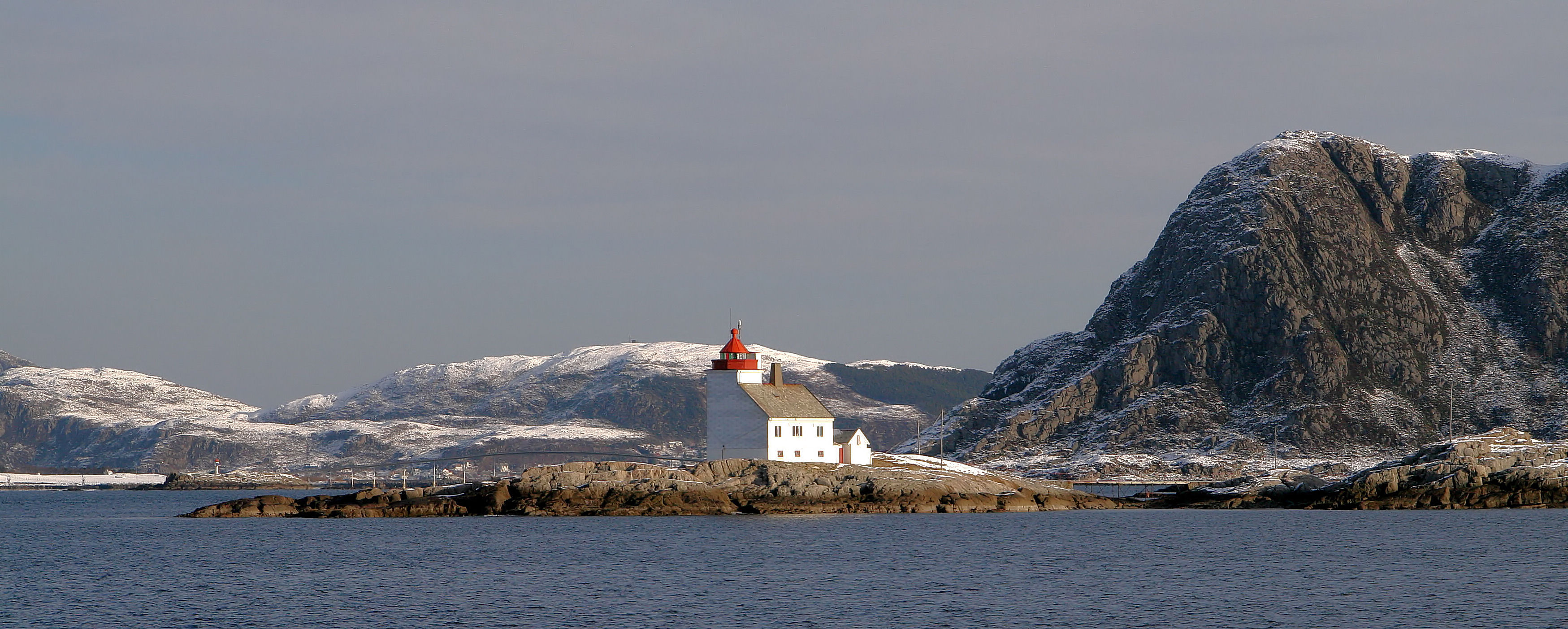
Le phare de Flåvær

Autrefois, il y avait une activité intense à Flåvær en raison de sa position centrale dans le Herøyfjord. Flåvær était à la fois un village de pêcheurs et un lieu d'approvisionnement des zones de pêche. Il offrait des installations portuaires et d'amarrage. À l'époque de la riche pêche au hareng, le port était souvent encombré de bateaux de pêche et jusqu'à 1 500 personnes s'y rassemblaient. De 1873 à 1976, il y avait un bureau de poste. De plus, de 1929 à 1961 et de nouveau de 1981 à 1984, une école s'y trouvait. Le phare de Flåvær, qui a été érigé sur Vardholmen en 1870, s'y trouve toujours.
En 1981, Flåvær n'avait plus que 14 habitants sur les quatre îlots. Aujourd'hui Flåvær est dépeuplé, mais il est possible d'y passer des vacances dans les cottages.